# Andrija Kačić Miošić

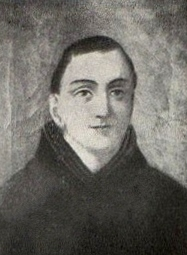
Andrija Kačić-Miošić

Andrija Kačić-Miošić, född 17 april 1704 i Makarska, död 12 december 1760, var en kroatisk skald. 
Kačić-Miošić tillhörde en gammal dalmatisk furstesläkt, ingick tidigt i franciskanorden, studerade i Pest och tjänstgjorde 1730–48 som lärare i filosofi och teologi. I sin ordens ärenden och som påvlig legat gjorde han talrika resor i Dalmatien, Bosnien och Hercegovina, ägnade sig åt studiet av sitt folks historia och folkminnen och samlade under sina resor bland annat historiska urkunder, visor och sagor. 
I sin diktsamling Razgovor ugodni naroda slovinskoga (Det slaviska folkets tröst, 1756) bearbetade Kačić-Miošić i folkvisans form den kroatiska historien från uräldsta intill nyare tider. Den nationellt folkliga stilen gjorde jämte innehållet dessa dikter, "visboken", kända och i hög grad omtyckta av folket, och samlingen trycktes i mer än 20 upplagor. 
Kačić-Miošić tillhör den dalmatisk-ragusinska gruppen inom den kroatiska litteraturen, men bildar övergången från denna till den nyare, nationalkroatiska litteraturen. Frukter av hans tidigare studier är hans Elementeta peripatetica juxta mentem subtilissimi doctoris Joannis Duns Scoti (1752) samt Korablitsa, en kombinerad biblisk historia och kyrkohistoria till folkets upplysning. En staty över honom restes i Zagreb 1891.